# 清藤亨
清藤 享（きよふじ あきら、1932年4月24日 - 2025年4月1日）は、日本の短距離走選手。2025年４月1日23:28老衰のため帯山中央病院にて他界。享年92歳。
九州学院高校卒業、中央大学に進学後、熊本相互銀⾏に入行した。1956年メルボルンオリンピックで、男子100メートル競走、男子200メートル競走、男子400メートルリレー走に出場した。
ベストタイム、100m10秒5、追い風参考記録10秒４
日本選手権男子100m２連覇(1954年【中央大学】1955年【熊本相互銀行】)